# Слащёвский валун
Слащёвский валун — геологический памятник природы в Волгоградской области, один из крупнейших камней, сохранившийся со времен ледникового периода.

## Описание
Слащёвский валун находится возле станицы Слащёвская, склон пред Хопром, природный парк «Нижнехоперский».
Валун представляет собой камень размером 3 метра в диаметре и 2 метра высотой. Данный валун не единственный представитель ледниковой эпохи, но самый крупный из сохранившихся. Другие валуны встречаются по всей Калачской возвышенности и берегам реки Хопёр, преимущественно на правом берегу. Считается, что эти валуны являются остатками от ледников Донского языка (охватывал всю северо-западную часть Волгоградской области, южная граница — Придонье до Серафимовича, юго-восточная — долина Медведицы) Днепровского оледенения, прошедшими путь от берегов Норвегии до Хопра.